# Сліпишинка
Сліпетинка — річка в Україні, в Олевському районі Житомирської області. Права притока Радчі (басейн Прип'яті).

## Опис
Довжина річки приблизно 2,7 км.
Береги річки переважно піщані, без помітних виходів кристалічних порід.

## Розташування
Бере початок на північно-західній околиці Стовпинки. Спочатку тече на південний захід, а потім на південний схід і на північному сході від Зубковичів впадає у річку Радчу, праву притоку Уборті.